# Eurytomocharis muhlenbergiae
Eurytomocharis muhlenbergiae är en stekelart som först beskrevs av Howard 1896.  Eurytomocharis muhlenbergiae ingår i släktet Eurytomocharis och familjen kragglanssteklar. Inga underarter finns listade i Catalogue of Life.